# 兩種宿命
兩種宿命是義大利男歌手马尔科·曼格尼的歌曲。由馬可·曼戈尼、達維德·佩特雷拉（Davide Petrella）和達維德·西莫內塔（Davide Simonetta）共同創作，於2023年2月8日透過索尼音樂娛樂發行單曲。歌曲代表意大利參與2023年在英国利物浦舉辦的2023年欧洲歌唱大赛，马尔科·曼格尼最終以350分獲得比賽第4名。

## 製作與發行
兩種宿命由马尔科·曼格尼、達維德·佩特雷拉（Davide Petrella）和達維德·西莫內塔（Davide Simonetta）共同創作，每分鐘118拍，以D大調創作。曼格尼表示靈感來自義大利歌手盧喬·達拉，兩種宿命充斥著一股不會爆發的緊張感，好像直到在聖雷莫失去聲音才會消散。popbitch和美国娱乐网站的強·歐布萊恩（Jon O'Brien）皆認為歌曲和他2013年的作品必不可少沒有區別，都是結構相似的抒情歌曲。
2023年2月8日，索尼音樂娛樂正式發行單曲並派台，和羅伯托·奧爾圖（Roberto Ortu）執導的音樂錄影帶一同發布，影片取景自撒丁岛皮希纳斯的沙丘。為了配合比賽3分鐘的歌曲限制，另外又在3月31日發行了歐洲歌唱大賽版曲目。

## 歐洲歌唱大賽

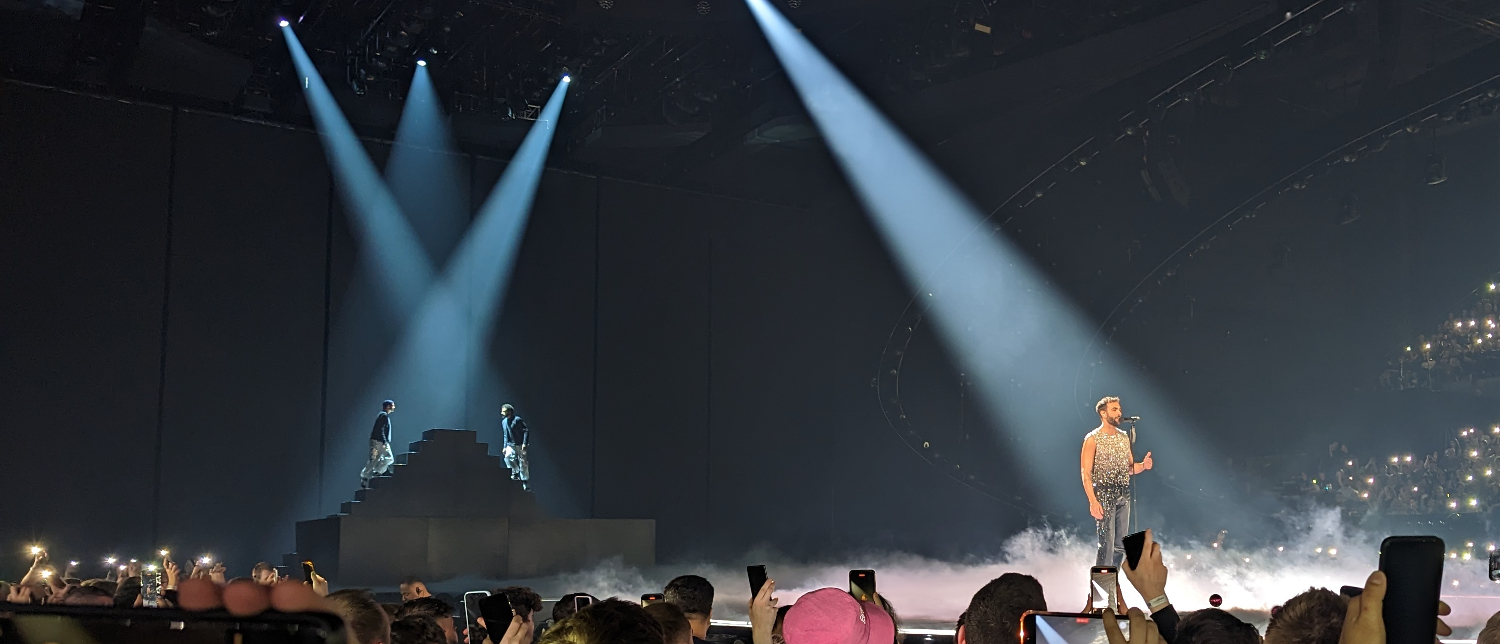
马尔科·曼格尼在2023年歐洲歌唱大賽

按照慣例，歐洲歌唱大賽的義大利代表皆由聖雷莫音樂節產生。馬可·曼戈尼曾二度參與聖雷莫音樂節，他在2010年獲得季軍，在2013年奪下冠軍，並在2013年歐洲歌唱大賽排名第7。比賽於2022年2月7日至11日舉行，決賽當天曼格尼憑藉著兩種宿命拿下2023年聖雷莫音樂節冠軍，成為2022年歐洲歌唱大賽義大利代表。這是繼2013年，曼格尼再度參賽歐洲歌唱大賽。
本屆歐洲歌唱大賽於英国利物浦利物浦體育館舉行，由於義大利為「五大國」，不須參與半決賽直接晉級。決賽於5月13日舉行，曼戈尼被安排在第11位演出。他穿著黑色皮褲和黑色鞋子，身上的銀色背心在舞台燈光下閃閃發光，舞台後方有兩位特技演員跟著演出。義大利雜誌的編輯卡拉·魯赫塔寧（Kara Luhtanen）稱讚這套經典造型在燈光下顯得栩栩如生。最終曼戈尼以評審得分174分，觀眾得分176分，合計得分350分獲得2023年歐洲歌唱大賽第4名。

## 專業評價
英国广播公司的馬克·薩維奇稱曼戈尼的歌聲情感真摯，是今年最棒的抒情歌曲之一。美国娱乐网站的強·歐布萊恩（Jon O'Brien）評選本作為「2023年度最佳歐洲歌唱大賽歌曲」第20名，歐布萊恩認為那怕曼戈尼是今年最好的歌手之一，也無法讓兩種宿命排名更高。以色列《国土报》的班·沙萊夫（בן שלו）稱其為「2023年歐洲歌唱大賽傑出歌曲」之一，即便你一個字都聽不懂，要對義大利音樂無動於衷是不可能的。這是首製作精良的抒情歌曲，但很可惜它沒有獨特之處。
來自義大利《晚邮报》的安德烈·拉弗朗奇（Andrea Laffranchi）給予歌曲8/10分，他認為兩種宿命的思緒相互追逐、旋律良好，是首經典的抒情歌曲。挪威《每日雜誌報》給予5/6分，評論稱這是首經典卻略微歡快的抒情歌曲，它對歐洲人來說最適合不過了。加上曼戈尼的演唱技巧，很可能成為冠軍。Wiwibloggs的內部評審團給予歌曲7.33/10分，評審團稱欧洲歌唱大赛的版本比聖雷莫音樂節緊湊、有效和輕快，團隊透過精妙的電音設計讓傳統的義大利抒情蛻變成更加現代的傑作。但減少時長也是把雙面刃，評審團稱歌曲欠缺情感醞釀。義大利《24小時太陽報》的弗朗切斯科·普里斯庫斯（Francesco Prisco）評比6/10分，並表示曼戈尼做了他最擅長的事。

## 參與名單
來源：Qobuz
- 马尔科·曼格尼 – 作詞、主藝人、聯合演出
- 達維德·佩特雷拉（Davide Petrella） – 詞曲創作
- 西莫內塔（Simonetta） – 製作人
- 達維德·西莫內塔（Davide Simonetta） – 作曲
- – 製作人

## 排行和銷量認證
| 排行榜（2023年）                         | 排名 |
| ---------------------------------------- | ---- |
| 奧地利（Ö3四十強單曲榜）                 | 50   |
| 克羅埃西亞（克羅埃西亞電台榜）           | 35   |
| 德國（德國官方下載榜）                   | 13   |
| 全球（Billboard Global 200）             | 80   |
| 希臘（國際唱片業協會希臘分會國際單曲榜） | 21   |
| 冰島（Plötutíðindi）                     | 16   |
| 義大利（意大利音乐产业联盟）             | 1    |
| 立陶宛（AGATA）                          | 14   |
| 荷蘭（榜外單曲榜）                       | 29   |
| 聖馬利諾（聖馬利諾廣播電視公司）         | 1    |
| 瑞典（瑞典最熱榜）                       | 56   |
| 瑞士（瑞士热门音乐榜）                   | 2    |
| 英國（官方榜单公司下載榜）               | 40   |

| 排行榜（2023年）             | 排名 |
| ---------------------------- | ---- |
| 意大利（意大利音乐产业联盟） | 2    |
| 瑞士（瑞士熱門音樂榜）       | 99   |
| 排行榜（2024年）             | 排名 |
| 意大利（意大利音乐产业联盟） | 68   |

| 國家或地區                     | 認證    | 認證單位/銷量 |
| ------------------------------ | ------- | ------------- |
| 義大利（意大利音乐产业联盟）   | 6× 白金 | 600,000‡      |
| 瑞士（國際唱片業協會瑞士分會） | 金      | 10,000‡       |
| ‡僅含認證的串流媒體+實際銷量   |         |               |